# 요하네스 스코투스 에리우게나

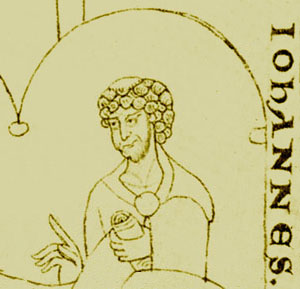

요하네스 스코투스 에리우게나(Johannes Scotus Eriugena, 810년경~877년경)는 아일랜드 출신으로 프랑크 왕국의 카롤루스 2세 칼부스를 섬긴 스콜라 철학의 선구자이다. 중세 전기의 유럽에서 뛰어난 사상가이다. 그는 《디오니시오스 위서》를 그리스어에서 라틴어로 번역했는데, 이 번역으로 중세 철학은 플라톤주의의 결정적인 영향을 받게 되었으며, 고트샬크(Gottschalk)의 이중예정설을 반박하기 위해 쓴 《신의 예정에 대하여》는 교회에 의해 이단으로 몰렸다.
주요 저서는 865~870경에 쓰인 《자연구분론》 5권으로, 중세 전기의 유일한 철학서로 간주되고 있다. 이 책은 선생과 학생의 대화 형식으로 쓰였고, 신플라톤주의에 입각하여 만물은 신으로부터 유출(流出)하여 단계적인 구조를 이루며 모든 것은 신에게 돌려야 한다면서 이성과 신앙의 일치를 주장하고 있다.

## 같이 보기
- 신플라톤주의
- 위 디오니시우스